# Чолладо

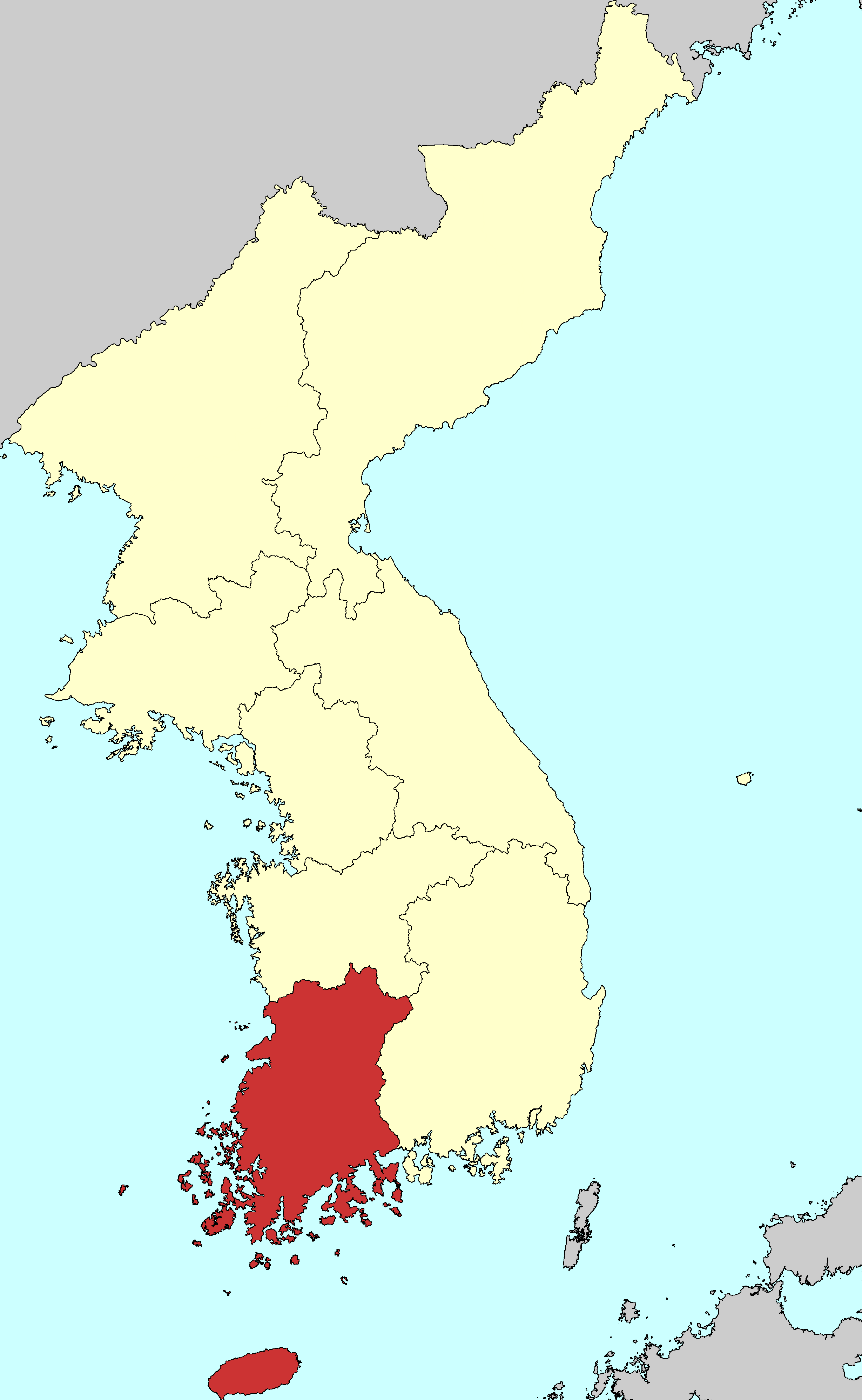
Чолладо

Чолладо́ — одна из восьми провинций Кореи в эпоху Чосона. Была расположена на юго-западе Корейского полуострова. Столицей был город Чонджу́.

## История
Во время периода Корё провинции Каннам и Хэян были объединены в провинцию Чолладжу (Чолладжудо; кор. 전라주도?, 全羅州道?). В начале XV века название провинции сократили до Чолла. Название происходит от первых букв главных городов региона — Чонджу (전주, 全州) и Наджу (나주, 羅州).
В 1895 году провинция была заменена районом Чонджу (Чонджу-бу; 전주부, 全州府) на северо-западе, Наджу (Наджу-бу; 나주부, 羅州府) на юго-западе, Намвон (Намвон-бу; 남원부, 南原府) на востоке, и Чеджу (Чеджу-бу; 제주부, 濟州府) на острове Чеджудо.
В 1896 году Чонджу и северная часть района Намвон были объединены в провинцию Чолла-Пукто, а Наджу, Чеджу и южная часть Намвона были объединены в провинцию Чолла-Намдо (Чеджудо впоследствии стала отдельной провинцией).

## География
Чолладо на севере граничила с провинцией Чхунчхондо, на востоке — с Кёнсандо, на юге омывалась Восточно-Китайским морем, а на западе — Жёлтым морем.
Регион ограничивается на востоке горами Собэксан, главные водные источники — реки Йонсанган, Сомджинган и Мангёнган. Крупнейший город региона — Кванджу. Другие крупные города, помимо Чонджу и Наджу — Иксан, Кунсан, Мокпхо, Намвон, Сунчхон и Йосу.
Региональное название для Чолладо — Хонам, сейчас оно редко используется.